# Томас Лоџ
Томас Лоџ (енгл. Thomas Lodge; 1558 — 1625) је био енглески песник и романописац. Писао је љубавне, романтичне, сатиричне и епистоларне песме, полемичке памфлете и романе.